# Amsacta punctipennis
Amsacta punctipennis là một loài bướm đêm thuộc phân họ Arctiinae, họ Erebidae.